# Aluvión de fuego
Aluvión de fuego es una novela escrita por Óscar Cerruto y publicada en 1935. Fue elegida como una de las diez mejores novelas de Bolivia de todos los tiempos.

## Resumen
Aluvión de fuego relata la cruel realidad de su época, durante la guerra del Chaco (1932-1935). Narrando las experiencias de Mauricio Santa Cruz, un joven burgués que se alista para ir a la guerra, donde sus expectativas se ven truncadas al ver que era enviado al altiplano, donde solo desviaría su rumbo y entrañaría las realidades de una nación que sufre, descubriendo la gran injusticia de todo un pueblo, la realidad de una nación envuelta en un Aluvión de fuego.

## Reseña crítica
Una reseña crítica sobre el libro se puede encontrar en la "Revista Iberoamericana" de la Universidad de Pittsburgh ISSN 2154-4794.